# Asklepiades von Antiochia

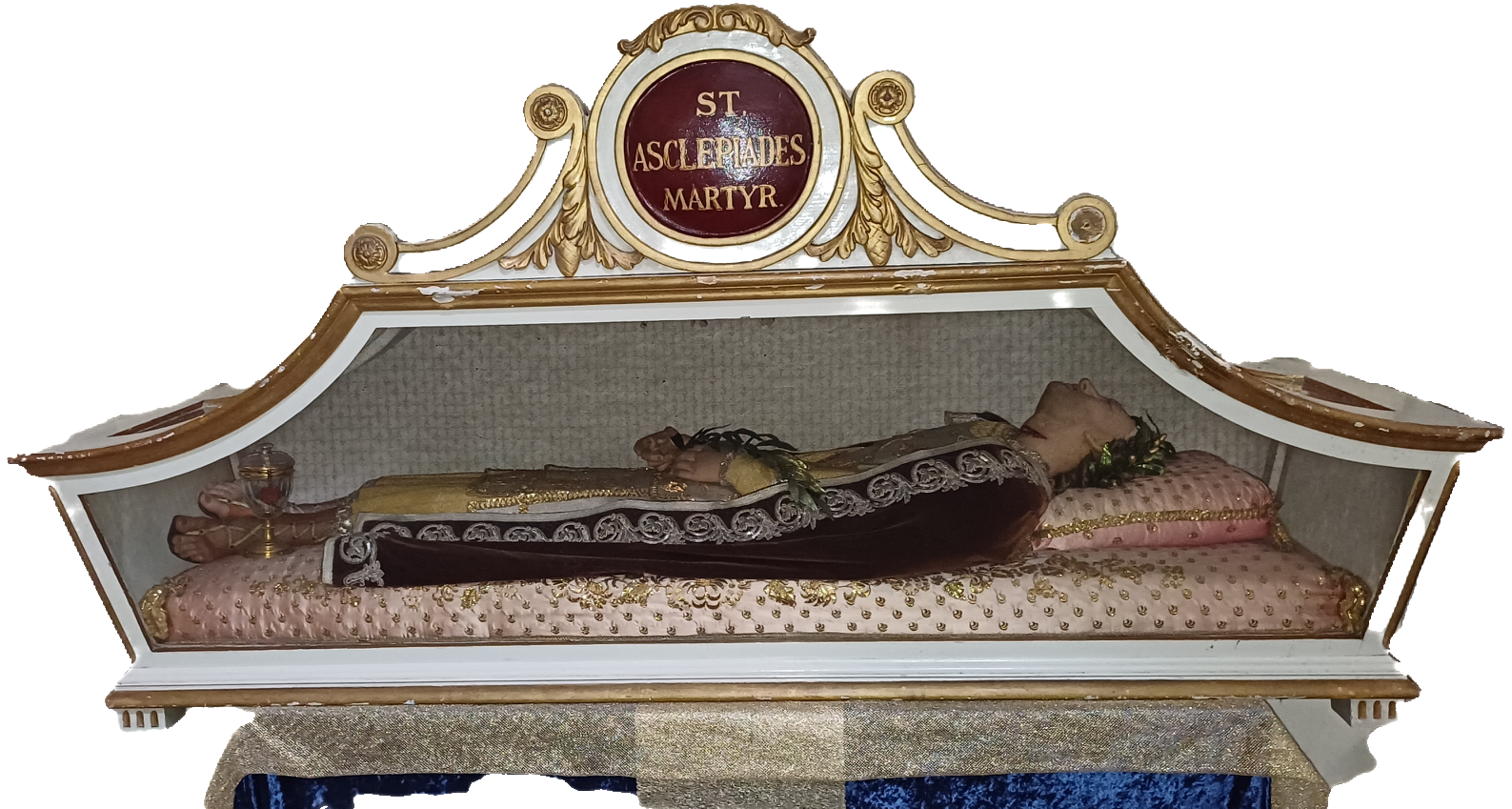
Ganzkörper-Reliquie in der Erlöserkirche (Liesing), in Wien

Asklepiades (auch: Aslipiades, Askelpiades oder Asclepiades) († um 218), genannt der Bekenner, war Anfang des 3. Jahrhunderts Bischof von Antiochien.
Eusebius von Caesarea gibt als Beginn seiner Amtszeit das erste Jahr der Regierung Caracallas an, sodass meist 212 als Jahr des Amtsantritts des Asklepiades angegeben wird. Harnack vermutet mit Verweis auf eine andere Quelle einen etwas früheren Beginn. Für das Todesjahr findet sich neben dem Jahr 218 auch die Angabe 220. Asklepiades übernahm das Amt von seinem Vorgänger Serapion. Sein Nachfolger wurde Philetus.
Eine Ganzkörperreliquie von Asclepiades wird in der Erlöserkirche in Wien-Liesing aufbewahrt.
Sein Gedenktag in der römisch-katholischen Kirche ist der 18. Oktober.